# Lungomare Paranoia
Lungomare Paranoia è il terzo album in studio del rapper italiano Mecna, pubblicato il 13 gennaio 2017 dalla Macro Beats. Prodotto e registrato tra Milano e l'Islanda, Lungomare Paranoia è stato annunciato a sorpresa a mezzanotte esatta del giorno del rilascio sulla pagina Instagram e Facebook del rapper. A promuovere il disco sono stati anche i singoli: Il tempo non ci basterà, Non serve, Malibu e Superman.

## Il titolo
In un'intervista per STO Magazine Mecna ha dichiarato di aver trovato il titolo ed averlo "offerto" ai Drum Machine Drama, duo di elettronica formato da Alessandro Cianci e Antonio Pagano, che poi lo hanno scartato.

## Tracce
1. Acque profonde – 2:04
2. Vieni via – 3:41
3. Infinito – 4:31
4. Malibu – 3:17
5. 71100 – 3:52
6. Soldi per me – 3:50
7. Labirinto – 4:50
8. Nonostante sia – 4:25
9. Superman – 1:47
10. Non serve – 4:13
11. Il tempo non ci basterà – 4:14
12. Buon compleanno – 3:15

## Formazione
Voce
- Mecna - voce

Produzione
- Iamseife - produzione (1 e 3)
- Lvnar - produzione (8 e 12)
- Alessandro Cianci (9)
- Drum Machine Drama - produzione (5)
- Fid Mella - produzione (6)
- Nude - produzione (2; la strumentale di "Vieni via" è tratta da "Broke" di Nude)
- Night Skinny - produzione (7)
- 24SVN - produzione (10)
- Godblesscomputers - produzione (4 e 11)